# Edgars Rūja
Edgars Vilhelms Rūja (Liepāja, 30 settembre 1911 – Čkalov, 7 maggio 1942) è stato un cestista e calciatore lettone.

## Biografia
Studiò nel liceo di Liepāja, iniziando a giocare a calcio.
Successivamente si iscrisse all'università di Riga, giocando anche a basket.
Dopo l'occupazione sovietica fu il capo del movimento clandestino antisovietico; per questo motivo fu arrestato il 14 marzo 1941. Il 7 maggio 1942 morì fucilato nell'Oblast' di Čkalov.

### Basket
Rūja è stato convocato per l'Europeo 1935, conquistando pertanto la medaglia d'oro, e per i Giochi olimpici di Berlino 1936.
Con la Lettonia ha disputato complessivamente 2 incontri.

### Calcio

#### Club
Ha cominciato la sua carriera da calciatore con l'Olimpija Liepāja con cui ha vinto il campionato del 1929.
Nel periodo in cui ha militato in nazionale ha giocato con l'Universitātes Sporta Riga.

#### Nazionale
Il suo esordio avvenne il 30 maggio 1935 nella gara amichevole contro la Lituania. La sua seconda e ultima apparizione in nazionale avvenne una settimana dopo, sempre in amichevole, contro la Finlandia.

### Statistiche

#### Cronologia presenze e reti in Nazionale
| Cronologia completa delle presenze e delle reti in nazionale ― Lettonia | Cronologia completa delle presenze e delle reti in nazionale ― Lettonia | Cronologia completa delle presenze e delle reti in nazionale ― Lettonia | Cronologia completa delle presenze e delle reti in nazionale ― Lettonia | Cronologia completa delle presenze e delle reti in nazionale ― Lettonia | Cronologia completa delle presenze e delle reti in nazionale ― Lettonia | Cronologia completa delle presenze e delle reti in nazionale ― Lettonia | Cronologia completa delle presenze e delle reti in nazionale ― Lettonia |
| Data                                                                    | Città                                                                   | In casa                                                                 | Risultato                                                               | Ospiti                                                                  | Competizione                                                            | Reti                                                                    | Note                                                                    |
| ----------------------------------------------------------------------- | ----------------------------------------------------------------------- | ----------------------------------------------------------------------- | ----------------------------------------------------------------------- | ----------------------------------------------------------------------- | ----------------------------------------------------------------------- | ----------------------------------------------------------------------- | ----------------------------------------------------------------------- |
| 30-5-1935                                                               | Riga                                                                    | Lettonia                                                                | 6 – 1                                                                   | Lituania                                                                | Amichevole                                                              | -                                                                       |                                                                         |
| 6-6-1935                                                                | Helsinki                                                                | Finlandia                                                               | 4 – 1                                                                   | Lettonia                                                                | Amichevole                                                              | -                                                                       |                                                                         |
| Totale                                                                  |                                                                         | Presenze                                                                | 2                                                                       |                                                                         | Reti                                                                    | 0                                                                       |                                                                         |

## Palmarès

### Club
- Campionato lettone: 1

Olimpija Liepaja: 1929